# Cattedrali nel Sudan del Sud
Questa è una lista delle cattedrali in Sudan del Sud.

## Cattedrali e concattedrali cattoliche
| Cattedrale                                | Arcidiocesi o Diocesi     | Località | Immagine |
| ----------------------------------------- | ------------------------- | -------- | -------- |
| Cattedrale di Santa Teresa                | Arcidiocesi di Giuba      | Giuba    |          |
| Cattedrale di San Martino de Porres       | Diocesi di Bentiu         | Bentiu   |          |
| Cattedrale di San Giuseppe                | Diocesi di Malakal        | Malakal  |          |
| Cattedrale della Sacra Famiglia           | Diocesi di Rumbek         | Rumbek   |          |
| Cattedrale di Cristo Re                   | Diocesi di Tombura-Yambio | Tombura  |          |
| Concattedrale di Santa Maria Ausiliatrice | Diocesi di Tombura-Yambio | Yambio   |          |
| Cattedrale dei Santi Pietro e Paolo       | Diocesi di Torit          | Torit    |          |
| Cattedrale di Santa Maria                 | Diocesi di Wau            | Wau      |          |
| Cattedrale di Cristo Re                   | Diocesi di Yei            | Yei      |          |